# Mary Jo Bang
Mary Jo Bang, née le 22 octobre 1946 à Waynesville, dans l'État du Missouri, est une poète, traductrice et une professeure de l'université Washington de Saint Louis  de nationalité américaine.

## Biographie

### Jeunesse et formation
Mary Jo Bang, née à Waynesville, aux États-Unis, est la fille d'Eugene D. Ward et d'Helen Sergeant, une famille issue d'un milieu humble, sa mère était femme de ménage et son père chauffeur routier. Elle a grandi dans les villes de Ferguson, dans la banlieue de Saint Louis, et de Cool Valley (Missouri),,,,.

### Carrière professionnelle
Elle a collaboré et collabore à diverses revues : New American Writing, Paris Review,, The New Yorker, The New Republic, Denver Quarterly, Boston Review, Harvard Review, Yale Review, Best American Poetry,, Jacket2 etc.
Elle a été la co-rédactrice en chef de la prestigieuse Boston Review de 1995 à 2005.
La poésie de Mary Jo Bang allie richesse de vocabulaire, imagerie subtile et technique avant-gardiste.
Ses thèmes sont divers : philosophiques, formalisme linguistique, postmodernisme, la culture populaire, la mort.

### Vie privée
Durant ses études de sociologie elle se marie et aura un fils en 1967,. Elle divorcera rapidement après. Elle se remarie en 1978 avec Gary Bang.
Le 20 juin 2004, son fils Michael Van Hook meurt à l'âge de 37 ans, à la suite d'une mauvaise prescription pharmaceutique, cette épreuve fera envisager à Mary Jo Bang l'écriture comme la continuité d'un dialogue avec lui, son livre Elegy lui est dédié.

### Parcours académique
- 1971, Bachelor of arts (licence en sociologie) à l'université Northwestern[24],
- 1975, Master of Arts (mastère 2 en sociologie à l'université Northwestern[25],
- 1989, Bachelor of Arts (licence en arts photographiques) à l'école Polytechnic of Central London rattachée à l'université de Westminster[26],
- 1998, Master of Fine Arts (mastère 2 en beaux arts option création littéraire) à l'université Columbia de New York[26],[27],[28],

### Parcours d'enseignante universitaire
- 2007 / -, professeur de littérature anglaise à l'université Washington  de St. Louis[29].
- 2005 / 2008, directrice des programmes de création littéraire à l'université Washington de St. Louis[29].
- 2000 / 2007, Maitre de conférence en littérature anglaise à l'université Washington de St. Louis[29].
- 1999, professeur associé à l'université du Montana, Missoula[29],
- 1997 / 1998, Maître assistant en création littéraire à l'université Yale de  New Haven[29],
- 1991 / 1993, assistante au Columbia College de Chicago[30],

## Œuvres

### Poèmes
- (en-US) Apology for Want, Hanover, New Hampshire, University Press of New England, 1er juillet 1997, 84 p. (ISBN 978-0-87451-822-1, lire en ligne)[31],
- (en-US) Louise in Love : Poems, New York, Grove Press, 14 décembre 2000, 81 p. (ISBN 978-0-8021-3760-9, lire en ligne)[32],[33],
- (en-US) The Downstream Extremity of the Isle of Swans : Poems, University of Georgia Press, mars 2001, rééd. 14 mai 2001, 80 p. (ISBN 978-0-8203-2292-6, lire en ligne)[34]
- (en-US) The Eye Like a Strange Balloon, New York, Grove Press, 29 septembre 2004, 116 p. (ISBN 978-0-8021-4157-6, lire en ligne)
- (en-US) Elegy, Graywolf Press, 16 octobre 2007, 80 p. (ISBN 9781555974831)[35],[36],[37],
- (en-US) The Bride of E : Poems, Saint Paul, Minnesota, Graywolf Press, 29 septembre 2009, 112 p. (ISBN 978-1-55597-539-5, lire en ligne)[38],
- (en-US) The Last Two Seconds, Minneapolis, Minnesota, Graywolf Press, 3 mars 2015, 100 p. (ISBN 9781555977047, lire en ligne)[39],[40],[41],
- (en-US) A Doll for Throwing : Poems, Graywolf Press, 15 août 2017, 88 p. (ISBN 978-1-55597-781-8),
- co-écrit avec Calvin Bedient, Susan Briante, Lucie Brock-Broido, Jericho Brown, Stephen Burt, Joshua Clover & Carolyn Forché, Poems for Political Disaster, Boston Review, 20 octobre 2017, 62 p. (ISBN 978-1-946511-01-0),

### Traduction
- Inferno (Dante Alighieri), Graywolf Press, 7 août 2012, 352 p. (ISBN 978-1-55597-619-4)[42],[43],
- Purgatorio (Dante Alighieri), Graywolf Press, 13 juillet 2021, 336 p. (ISBN 978-1-64445-057-4)[44],

## Prix et distinctions (sélection)
- 1994 : lauréate du Columbia University School of the Arts Dean's Award[45],
- 1995 : lauréate du "Discovery"/Nation award[46],
- 1996 : lauréate du Katherine Bakeless Nason Prize for Poetry, décerné par le Middlebury College, pour son recueil de poèmes Apology for Want[46],
- 1998 : lauréate du New Writers Award décerné par la Great Lakes Colleges Association[46],
- 1999 : boursière Hodder Fellowship décernée par le Lewis Center arts de l'université de Princeton[47],
- 2003 : lauréate du Pushcart Prize[48],
- 2004 : boursière de la fondation John-Simon Guggenheim[49],
- 2005 : lauréate de l'Alice Fay di Castagnola Award (d) décerné par la Poetry Society of America[50]
- 2008 : lauréate du National Book Critics Circle Award pour son recueil de poèmes Elegy[51],
- 2009 : lauréate du Poetry Society of America award pour son poème "In a Square of Times Square"[52],
- 2014 : boursière du Berlin Prize (en) Fellowship[53],

## Pour approfondir

#### Notices dans des encyclopédies et manuels de références
- (en-US) Michael Collier (dir.), The New American Poets: A Bread Loaf Anthology, Hanover, New Hampshire, University Press of New England, 1er mars 2000, 280 p. (ISBN 9780874519648, lire en ligne), p. 13-16,
- (en-US) Jeffrey H. Gray, James McCorkle & Mary Balkun (dir.), The Greenwood Encyclopedia Of American Poets And Poetry, volume 1 :A -- C, Westport, Connecticut, Greenwood Press, 30 décembre 2005, 357 p. (ISBN 9780313330094, lire en ligne), p. 84-85,
- (en-US) Heather McHugh & David Lehman, The Best American Poetry 2007, New York, Scribner Book Company, 11 septembre 2007, 169 p. (ISBN 9780743299732, lire en ligne), p. 4-7,

#### Articles
- (en-US) Mary Ellen Benson, « Turning Life and Death into Poetry », Washington University in Saint Louis Magazine,‎ 2008 (lire en ligne),
- (en-US) Jennifer Kronovet, « A Talk with Mary Jo Bang », Stop Smiling,‎ 1er mars 2008 (lire en ligne),
- (en-US) David Orr, « In Memoriam », The New York Times,‎ 30 mars 2008 (lire en ligne),
- (en-US) Susan Killenberg McGinn, « Poet’s perfect profession », The Source / Washington University in Saint Louis,‎ 25 mars 2009 (lire en ligne),
- (en-US) Susie DeFord, « Mary Jo Bang: The Bride of Alliteration by Susie DeFord », Bomb Magazine,‎ 5 octobre 2009 (lire en ligne),
- (en-US) Karla Kelsey, « The Bride of E », Constant Critic,‎ 27 juin 2010 (lire en ligne),
- (en-US) Astri von Arbin Ahlander, « Mary Jo Bang: On Learning, Self-Discipline, and Taking the Road Less Traveled », 99U,‎ 18 octobre 2011 (lire en ligne),
- (en-US) « Six Poets, Six Questions: Mary Jo Bang in Conversation », Academy of American Poets,‎ 18 septembre 2012 (lire en ligne)
- (en-US) Mike Melia, « Q&A: Mary Jo Bang’s Translation of ‘Inferno’ Offers a Fresh Taste of Hell », PBS News Hour,‎ 2 novembre 2012 (lire en ligne),
- (en-US) Jennifer K. Dick, « The World Anew: Mary Jo Bang and Jennifer K. Dick in Conversation », Academy of American Poets,‎ 21 février 2014 (lire en ligne)
- (en-US) Katrine Øgaard Jensen, « How the Hell: Mary Jo Bang on Inferno and the Craft of Translation », Columbia: A Journal of Literature and Art, No. 53,‎ 2015, p. 160-166 (7 pages) (lire en ligne)
- (en-US) « In love with language: An interview with U.S. poet Mary Jo Bang », The Tico Times,‎ 5 septembre 2016 (lire en ligne),
- (en-US) Kevin Young, « Mary Jo Bang Discusses Purgatorio », The New Yorker,‎ 23 décembre 2019 (lire en ligne),